# Mađari u Slovačkoj
Mađari u Slovačkoj  (mađarski: Szlovákiai magyarok, slovački: Maďari na Slovensku) su najveća nacionalna manjina u Slovačkoj.
Prema slovačkom popisu stanovništva iz 2011. godine, 458.467 ljudi (ili 8,5% stanovništva) se izjasnilo Mađarima, a 508.714 (9,4% stanovništva) stanovnika navodi da im je mađarski materinji jezik. Mađari u Slovačkoj uglavnom su koncentrirani u južnom dijelu zemlje, u blizini granice s Mađarskom. Većinu čine u dva okruga Komarno i Dunajska Streda.
Nakon poraza Centralnih sila na zapadnom frontu 1918. godine, potpisan je Trianonski ugovor između pobjedničkih savezničkih sila i Mađarske 1920. godine, na mirovnoj konferenciji u Parizu.  Ugovorom uvelike je smanjen teritorij Kraljevine Mađarske, tako je Gornja Ugarska u kojoj Slovaci čine dominantnu etničku strukturu pripojena Čehoslovačkoj.
Mađari u Slovačkoj su se ponovo u okviru Budimpešte našli nakon Konferencije u Beču 1938. godine, kojom je južna Slovačka pripojena Mađarskoj. Slovaci su to shvatili kao okupaciju, a Mađari kao ujedinjene u jednu zajedničku nacionalnu državu. Prema popisu stanovništva iz prosinca 1938. godine, 67.502 Mađara je ostalo u dijelu Slovačke koji nije pripojen Mađarskoj.
Na kraju Drugog svjetskog rata 1945. godine ponovo je uspostavljena Čehoslovačka, u koju je uključena aneksirana južna Slovačka. Strateški cilj čehoslovačke vlade bio je značajno smanjiti veličinu njemačke i mađarske manjine, što je uključivalo i razmjenu stanovništva. Odmah na kraju Drugog svjetskog rata, oko 30.000 Mađara je napustio teritorije južne Slovačke.  Razmjena stanovništva nastavila se sporazumom kojim je 55.487, 74.407, 76.604 ili 89.660 Mađara iz Slovačke razmijenjeno s 60.000, 71.787 ili 73,200 Slovaka iz Mađarske (točan broj ovisi o izvoru) Slovaci su napustili Mađarsku dobrovoljno, dok Mađari nisu Čehoslovačku. Mnogi Mađari su deportirani u Češku posebice u Sudete koji su ostali prazni nakon odlaska Nijemaca.
Prema popisu stanovništva iz 1950. godine broj Mađara u Slovačkoj smanjen je za 240.000 u odnosu na 1930. Prema popisu stanovništva 1961. godine povećan je za 164.244 na 518.776. Nizak broj na popisu iz 1950. je vjerojatno zbog slovakizacije.
Danas u Slovačkoj 585 škola i vrtića koristite mađarski jezik kao glavni jezik. Gotovo 200 škola koriste i slovački i mađarski. Godine 2004. osnovano je Sveučilište Selye János koje u potpunosti financira država.

## Vanjske poveznice
- Mađari u današnoj Slovačkoj (1880. – 1991.)  Arhivirana inačica izvorne stranice od 24. srpnja 2006. (Wayback Machine)